# 沃洛 (伊利諾伊州)
沃洛（英語：Volo）是位於美國伊利諾伊州萊克縣的一個村落。

## 地理
沃洛的座標為42°19′52″N 88°09′40″W / 42.33111°N 88.16111°W，而該地最高點為海拔高度234米（即768英尺）。

## 人口
根據2010年美國人口普查的數據，沃洛的面積為10.55平方千米，當中陸地面積為10.35平方千米，而水域面積為0.20平方千米。當地共有人口2929人，而人口密度為每平方千米277人。